# اسکوا لیک (مینه‌سوتا)
اسکوا لیک، مینه‌سوتا (به انگلیسی: Squaw Lake, Minnesota) یک شهر در ایالات متحده آمریکا است که در شهرستان ایتاسکا، مینه‌سوتا واقع شده‌است.

## خصوصیات
اسکوا لیک ۲٫۱۵ کیلومترمربع مساحت و ۱۰۷ نفر جمعیت دارد و ۴۰۸ متر بالاتر از سطح دریا واقع شده‌است.